# Majetnický efekt
Majetnický efekt představuje v psychologii a behaviorální ekonomii skutečnost, že si lidé více váží věcí, které vlastní než věcí, které vlastnit mohou. Jinak řečeno, jedinec je mnohem citlivější na ztrátu než na zisk o stejné velikosti. Majetnický efekt lze tedy definovat jako: „sklon lidí připisovat statku, který vlastní, vyšší hodnotu, než mu připisují lidé, kteří tento statek nevlastní“.
Toto fiktivní zvyšování hodnoty vlastněného statku je však iracionální a přímo odporuje klasické ekonomické škole, která tvrdí, že by měly být preference spotřebitele nezávislé na počátečním stavu.

## Historie
Majetnický efekt byl pozorován už od starověku:
Většina věcí je odlišně oceňována těmi, kteří je vlastní a těmi, kteří je vlastnit chtějí: to co nám patří a čeho se vzdáváme nám vždy přijde velmi vzácné.

Avšak poprvé tento termín použil přední behaviorální ekonom Richard H. Thaler. Při studování tohoto efektu se Thaler inspiroval prospektovou teorií psychologů Amose Tverskyho a Daniela Kahnemana, která vyšla v časopise Econometrica v roce 1979. Prospektové teorie se snaží odhadnout, jak se budou lidé rozhodavat.  Autoři ve své práci kritizovali teorii užitku a to ze dvou důvodů. Prvním je ignorování počátečního stavu (referenčního bodu) při rozhodování. Druhým důvodem je, že teorie užitku nebere ohled na ztrátu, která může mít větší vliv na užitek než zisk o stejné velikosti.

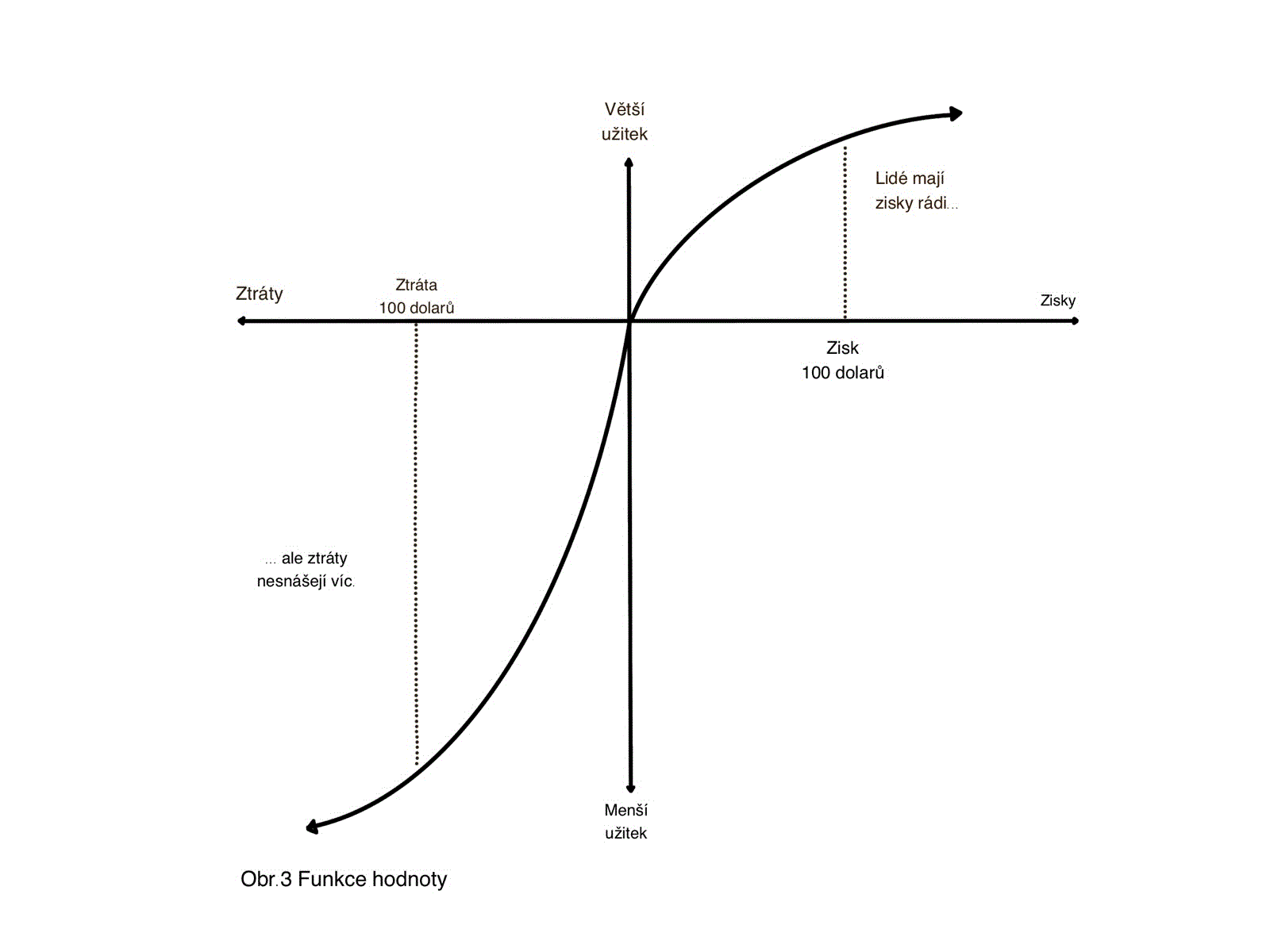
Graf funkce hodnoty, který definovali Kahneman a Tversky ve své prospektové teorii. Graf ukazuje citlivost užitku jednotlivců na ztrátu a zisk. Můžeme si všimnout, že podle této teorie má ztráta větší vliv na užitek než zisk.

## Paradigma
Existují dvě paradigmata.  První paradigma se týká situací, ve kterých jsou mezi účastníky experimentu náhodně rozděleny dva druhy věcí podobné hodnoty (například hrnečky a tabulky čokolády). Účastníci takového experimentu jsou dotázáni, zda více preferují věc A, nebo věc B. Následně jsou požádáni, aby se rozhodli, zda si ponechají předmět A, nebo se ho pokusí s někým směnit za předmět B, a naopak. Ochota subjektů směnit mezi sebou tyto předměty je v důsledku majetnického efektu výrazně nižší, než by se dle jejich předem deklarovaných preferencí dalo předpokládat.
Druhé paradigma je označované jako hodnotící paradigma. Experimentální situaci, která popisuje toto paradigma, uvádějí například Kahneman, Knetsch, a Thaler (1990). Jedné skupině účastníků experimentu jsou náhodně rozdány hrnečky a mají možnost prodat je zpět experimentátorovi. Druhá skupina má pak možnost hrnečky od experimentátora odkoupit. Minimální cena, za kterou jsou prodávající ochotni hrnečky prodat, se označuje jako WTA (z anglického „willing to accept“). Maximální cena, za kterou jsou kupující ochotni hrnečky koupit, se označuje jako WTP („willing to pay“). Majetnický efekt se v takové situaci projevuje ve velkém rozdílu těchto dvou částek. Morewedge a Giblin (2015) uvádějí, že prodávající obvykle požadují výrazně vyšší částku, než jakou nabízejí kupující. Tento rozdíl může být 2:1 u jednoduše směnitelného zboží, ale také i 10:1 u netržních statků jako jsou vzduch či veřejná půda.

## Kritika
Někteří ekonomové zpochybňovali existenci tohoto efektu. Hanemann poznamenal, že ekonomická teorie pouze naznačuje, že WTP a WTA by měly být rovnocenné pro zboží, které je zaměnitelné jedno s druhým. Pozorovali rozdíly v předpokladech pro zboží, jako jsou zdroje životního prostředí a osobní zdraví. Tyto zdroje lze vysvětlit i jinak než pomocí majetnického efektu. Shogren a kol. poznamenali, že experimentální technika používaná Kahnemanem, Knetschem a Thalerem k prokázání majetnického efektu vytvořila situaci umělého nedostatku. Provedli důkladnější experiment se stejným zbožím, jaké používali Kahneman, Knetsch a Thaler (čokoládové tyčinky a hrnky), a našli jen málo důkazů majetnického efektu. Jiní tvrdili, že použití hypotetických otázek a experimentů zahrnujících malé množství peněz nám říká málo o skutečném chování, přičemž některé výzkumy tyto body podporují a další nikoli. Nedávno Zeiler a Plotts zpochybnili teorii majetnického efektu argumentem, že pozorované rozdíly mezi opatřeními WTA a WTP neodrážejí lidské preference, ale spíše vyplývají z chybných experimentálních návrhů.

## Důsledky
Herbert Hovenkamp tvrdí, že přítomnost majetnického efektu má významné důsledky na právo a ekonomiku, zejména pokud jde o ekonomiku blahobytu. Tvrdí, že přítomnost dotačního účinku naznačuje, že osoba nemá žádnou indiferenční křivku, což činí neoklasické nástroje analýzy blahobytu zbytečnými a dochází tak k závěru, že soudy by místo toho měly jako měřítko hodnoty použít WTA. Fischel však nastoluje kontrapunkt, že použití WTA jako měřítka hodnoty by odradilo rozvoj národní infrastruktury a ekonomický růst. Majetnický efekt podstatně mění tvar křivek lhostejnosti. Podobně jako další studie zaměřená na strategické realokace pro nadaci analyzuje, jak je možné, že by se blahobyt ekonomických agentů mohl potenciálně zvýšit, pokud by změnili svůj nadační podíl.
Majetnický efekt byl rovněž vznesen jako možné vysvětlení nedostatečné poptávky po možnostech reverzní hypotéky ve Spojených státech (smlouvy, ve kterých majitel domu prodává svou nemovitost zpět bance výměnou za anuitu neboli pravidelnou roční splátku při dlouhodobém dluhu). (Huck, Kirchsteiger & Oechssler , 2005). 

## Richard Thaler

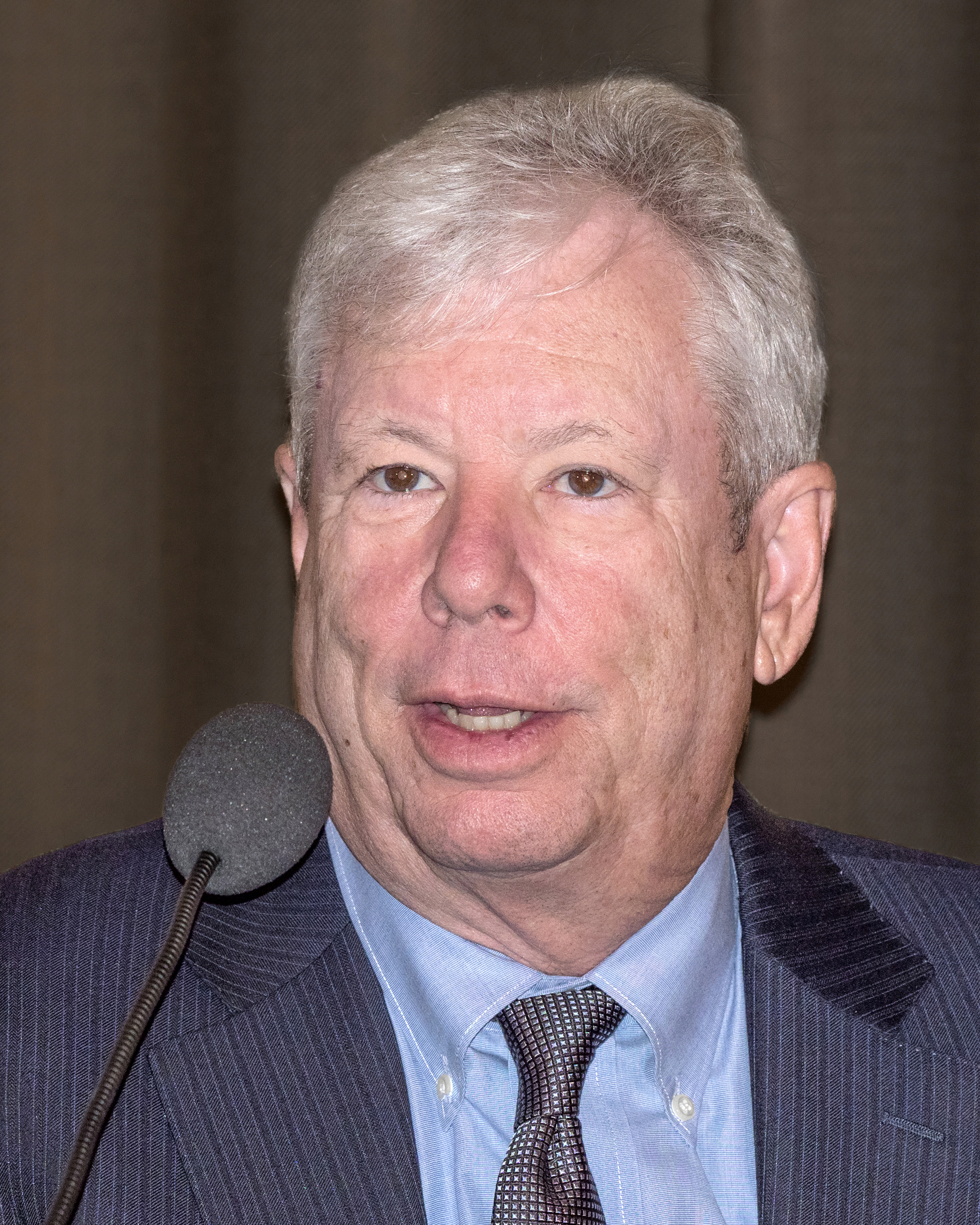
Fotografie Richarda Thalera

Richart Thaler se narodil roku 1945 v New Jersey. Na počátku 70. let 20. století studoval na Rochesterské univerzitě na katedře ekonomie a při svých studiích se ve volném čase bavil tím, že sledoval iracionální chování svého okolí. Richard Thaler je americký ekonom a profesor behaviorální ekonomie na Chicagské univerzitě.
V roce 2017 získal pamětní nobelovu cenu za ekonomii za své aktivity na poli behaviorální ekonomie. Ukázal, že lidská nechuť ke ztrátám nám pomáhá porozumět, proč si lidé věcí, které vlastní, váží více, než pokud je vlastní někdo jiný. Thaler uvedl, že jedním z jeho nejvýznamnějších zjištení, je fakt, že ekonomové jsou také lidé. Je autorem knihy Neočekávané chování, Nudge a mnoho dalších. Kromě toho, že je držitelem Nobelovy pamětní ceny za ekonomické vědy je Thaler držitelem mnoha dalších vyznamenání a ocenění. Je členem Národní akademie věd, Americké akademie umění a věd a Americké finanční asociace.
Také si krátce zahrál ve filmu Sázka na nejistotu z roku 2015, kde ztvárnil sám sebe.